# Маровка
Маровка — село в Иссинском районе Пензенской области, входит в состав Соловцовского сельсовета.

## География
Расположено на берегу реки Пелетьма в месте впадения в нее речки Маровка в 4 км на юго-восток от центра сельсовета села Соловцово и в 26 км на юго-восток от райцентра посёлка Исса.

## История
Основано до 1718 г., в это время здесь был один помещичий двор с 13 деловыми крестьянами, переведенными из Арзамасского уезда помещиком Григорием Языковым. В 1719 г. помещицей показана Прасковья Языкова, вдова Ивана Языкова. В 1747 г. – д. Маровка Шукшинского стана Пензенского уезда отставного капрала лейб-гвардии Преображенского полка Дмитрия Яковлевича Дурова (34 ревизских души). Следом в ревизской сказке показана новопоселенная д. Маровка коллежского асессора Ивана Юрьевича Бахметева (15 ревизских душ, достались от тестя Данилы Калистратовича Пестрово). Вероятно, эти две деревни впоследствии соединились. С 1780 г. – в составе Инсарского уезда Пензенской губернии. В 1782 г. «деревня Маровка с частию села Соловцовки» Николая Ивановича Бахметева, Пелегеи Дмитриевны Фокиной, Анны Ивановны Львовой, княгини Варвары Петровны Голицыной, князя Петра Михайловича Волконского, Екатерины Львовны Давыдовой, 31 двор, всей дачи – 2058 десятин, в том числе усадебной земли – 51, пашни – 1665, сенных покосов – 183, леса – 84. Перед отменой крепостного права деревни Маровка и Алексеевка, а также села Соловцовка и Рождествено, входили в состав мокшанского имения малолетних дворян Потемкиных, 1034 ревизские души крестьян, 25 ревизских душ дворовых людей, 466 тягол (барщина), у крестьян 249 десятин усадебной земли (с огородами и конопляниками), 2538 дес. пашни, у владельцев имения 3468 дес. удобной земли, в том числе леса и кустарника 327 дес. В 1877 г. – деревня в составе Соловцовской волости Мокшанского уезда, 81 двор. В 1910 г. – той же волости, одна община, 114 дворов, земская школа, медицинский пункт, 3 ветряные мельницы, валяльное заведение, кузница, 2 постоялых двора, 2 лавки.
С 1928 года село являлось центром Маровского сельсовета Иссинского района Пензенского округа Средне-Волжской области (с 1939 года — в составе Пензенской области). С 1931 г. – в составе Соловцовского сельсовета. В 1939 г. – центральная усадьба колхоза «Путь к социализму» (организован в 1929 г.), 114 дворов колхозников. В 1955 г. – колхоз имени Хрущева. 

## Население
| 1747 | 1782 | 1864 | 1877 | 1897 | 1910 | 1926 |
| ---- | ---- | ---- | ---- | ---- | ---- | ---- |
| 98   | ↗233 | ↗457 | ↗547 | ↘495 | ↗666 | ↗835 |
| 1930 | 1939 | 1959 | 1970 | 1979 | 1989 | 1996 |
| ↗981 | ↘703 | ↘518 | ↘450 | ↘289 | ↘212 | ↗215 |
| 2002 | 2010 |      |      |      |      |      |
| ↘182 | ↘151 |      |      |      |      |      |

## Известные люди
Родина Героя Советского Союза, генерал-майора, командира 27-го стрелкового корпуса Ф.М. Черокманова (1899-1978), отличившегося в боях за Днепр.